# Saison 1933-1934 de l'AS Saint-Étienne
 (novembre 2015).
Si vous disposez d'ouvrages ou d'articles de référence ou si vous connaissez des sites web de qualité traitant du thème abordé ici, merci de compléter l'article en donnant les références utiles à sa vérifiabilité et en les liant à la section « Notes et références ».
Chronologie
Saison suivante
L'AS Saint-Étienne est la première équipe professionnelle à avoir commencé une saison (1933-1934) en Division 2. Le club participe également à la Coupe de France.

## Résumé de la saison

### Contexte
La professionnalisation apparaît officiellement le 17 janvier 1931 en France, succédant au statut de « joueur rétribué » (17 novembre 1930). La création de ce statut par les responsables fédéraux (Jules Rimet, Georges Bayrou, Gabriel Hanot, Emmanuel Gambardella) fait suite à un des scandales ayant marqués le milieu amateur. Ce projet, adopté le 13 juin 1931 et les travaux de construction du stade Geoffroy-Guichard ne sont pas encore terminés. Lorsque débutent les inscriptions dans le nouveau championnat le 15 mars 1932, l'AS Saint-Étienne ne figure pas parmi les candidats.

### Saison 1933-1934
Le groupe Casinos inscrit e le club dans le championnat national professionnel en juillet 1933. Il y a naissance officiellement de l'Association Sportive de Saint-Étienne. Mais la première division ne peut plus accepter de nouveau club et l'AS Saint-Étienne doit faire ses débuts en seconde division.
Pierre Guichard, président du club, et son staff recrutent leur entraîneur-joueur, Albert Locke (Chelsea, Coventry et Roubaix). Puis des joueurs étrangers sont intégrés à l'effectif comme le milieu international yougoslave Ljubiša Stefanović de Sète qui a joué la Coupe du monde de football 1930. Sont ensuite recrutés des joueurs français, parmi lesquels Laurent Henric, gardien de but de l'équipe nationale.
Le 3 septembre 1933, l'ASSE commence sa saison par une victoire contre le Sporting Club de la Bastidienne.  Le club se classe deuxième à la fin du championnat, participant aux barrages pour la première division, et échouant à ces derniers. Le club reste en deuxième division et sur le plan financier, le bilan est mitigé, le club étant endetté

## Équipe Professionnelle

### Championnat

#### Matches aller
| Date       | N o | Adversaire        | Lieu | Résultat | Buteurs pour Saint-Étienne              | Points |
| ---------- | --- | ----------------- | ---- | -------- | --------------------------------------- | ------ |
| 03/09/1933 | J01 | SC La Bastidienne | Ext. | 2 - 3    | Chalvidan 25e, Szeman 35e, Veyssade 35e | 2      |
| 10/09/1933 | J02 | FAC Nice          | Dom. | 3 - 2    | Hartmann 20e, Rivers 44e (pen.)         | 4      |
| 24/09/1933 | J03 | FC Lyon           | Ext. | 2 - 0    | -                                       | 4      |
| 01/10/1933 | J04 | AS Béziers        | Dom. | 1 - 0    | Hartmann 28e                            | 6      |
| 15/10/1933 | J05 | Olympique d'Alès  | Ext. | 2 – 2    | Hartmann 35e 89e                        | 7      |
| 22/10/1933 | J06 | Deportivo         | Dom. | 1 - 0    | Hartmann , Chalvidan                    | 9      |
| 04/03/1934 | J07 | AS Monaco FC      | Ext. | 2 - 0    | -                                       | 9      |

#### Matches retour
| Date       | N o | Adversaire        | Lieu | Résultat | Buteurs pour Saint-Étienne    | Points |
| ---------- | --- | ----------------- | ---- | -------- | ----------------------------- | ------ |
| 26/11/1933 | J08 | SC La Bastidienne | Dom. | 1 - 0    | Szeman 12e                    | 11     |
| 31/12/1933 | J09 | AS Béziers        | Ext. | 2 - 1    | Locke                         | 11     |
| 14/01/1934 | J10 | Hyères FC         | Dom. | 5 - 0    | Szeman , Locke , Veyssade 39e | 13     |
| 21/01/1934 | J11 | Olympique d'Alès  | Dom. | 2 - 0    | Veyssade 12e, Hartmann 30e    | 15     |
| 28/01/1934 | J12 | Deportivo         | Ext. | 2 - 0    | -                             | 15     |
| 10/03/1934 | J13 | FC Lyon           | Dom. | 1 - 0    | Szeman 1re (pen.)             | 17     |
| 18/03/1934 | J14 | Hyères FC         | Ext. | 0 - 1    | Locke 20e                     | 19     |
| 08/04/1934 | J15 | AS Monaco FC      | Dom. | 1 - 0    | Locke , Chalvidan             | 21     |

#### Barrages
| Date       | N o  | Adversaire    | Lieu | Résultat | Buteurs pour Saint-Étienne   | Points |
| ---------- | ---- | ------------- | ---- | -------- | ---------------------------- | ------ |
| 13/05/1934 | B01A | FC Mulhouse   | Ext. | 2 - 1    | Hartmann 3e                  | 0      |
| 20/05/1934 | B02A | RC Strasbourg | Ext. | 2 - 0    | -                            | 0      |
| 27/05/1934 | B01R | FC Mulhouse   | Dom. | 1 – 1    | Locke                        | 1      |
| 03/06/1934 | B02R | RC Strasbourg | Dom. | 4 – 4    | Hladil , Chalvidan , Seitter | 2      |

### Classement Poule Sud
| Rang | Équipe                | Pts     | J       | G       | N       | P       | Bp      | Bc      | Diff    |
| ---- | --------------------- | ------- | ------- | ------- | ------- | ------- | ------- | ------- | ------- |
| 1    | Olympique d'AlèsR     | 21      | 14      | 10      | 1       | 3       | 38      | 19      | 2,000   |
| 2    | AS Saint-Étienne      | 19      | 14      | 9       | 1       | 4       | 25      | 16      | 1,563   |
| 3    | AS Monaco             | 17      | 14      | 7       | 3       | 4       | 40      | 31      | 1,290   |
| 4    | CDE Bordeaux          | 15      | 14      | 7       | 1       | 6       | 38      | 38      | 1,000   |
| 5    | Hyères Football ClubR | 13      | 14      | 6       | 1       | 7       | 15      | 21      | 0,714   |
| 6    | AS Béziers            | 11      | 14      | 4       | 3       | 7       | 31      | 39      | 0,795   |
| 7    | SCB Bordeaux          | 9       | 14      | 4       | 1       | 9       | 21      | 29      | 0,724   |
| 8    | FC Lyon               | 7       | 14      | 2       | 3       | 9       | 21      | 36      | 0,583   |
| 9    | FAC Nice              | Forfait | Forfait | Forfait | Forfait | Forfait | Forfait | Forfait | Forfait |

- Leur 2e place permet aux Verts de jouer les barrages vers la D1.
- Après 2 défaites et 2 nuls, les Verts terminent dernier des barrages et restent donc en D2.
- Goal Average : 25 / 16 : +9

### Coupe de France
| Date       | N o         | Adversaire      | Lieu       | Résultat | Buteurs pour Saint-Étienne                     | Suite                          |
| ---------- | ----------- | --------------- | ---------- | -------- | ---------------------------------------------- | ------------------------------ |
| 08/10/1933 | 2e Tour     | La Grande Combe | Dom.       | 11-0     | Szeman , Hartmann , Chalvidan , Veyssade       | Qualifiés pour le 3e Tour      |
| 29/10/1033 | 3e Tour     | FC Annecy       | Ext.       | 2-9      | Chalvidan , Locke , Szeman , Rivers , Hartmann | Qualifiés pour les 64e de f.   |
| 19/11/1933 | 1/64e de f. | ES Juvisy       | Dom.       | 4 - 0    | Locke , Rivers                                 | Qualifiés pour les 1/32e de f. |
| 10/12/1933 | 1/32e de f. | US Forbach      | Ext.       | 2- 3     | Hartmann , Chalvidan                           | Qualifiés pour les 1/16e de f. |
| 07/01/1934 | 1/16e de f. | Saint-Servan    | Saint-Ouen | 6 - 0    | Locke , Rivers , Veyssade , Kurtz              | Qualifiés pour les 1/8e de f.  |
| 04/02/1934 | 1/8e de f.  | US Tourcoing    | Mulhouse   | 1- 1     | Veyssade                                       | Match à rejouer                |
| 11/02/1934 | 1/8e de f.  | US Tourcoing    | Strasbourg | 3- 4     | Hartmann , Kurtz                               | Éliminés                       |

### Matchs amicaux
- ASSE 7-0 Saint-Chamond
- ASSE 7-0 SA Izieux

### Statistiques

#### Buteurs[3]
| Place | Nom             | Division 2 | Barrages | Coupe de France | TOTAL des BUTS |
| 1     | Lucien Hartmann | 8 buts     | 1 but    | 8 buts          | 17 buts        |
| 2     | Albert Locke    | 5 buts     | 1 but    | 8 buts          | 14 buts        |
| 3     | Janos Szeman    | 5 buts     | -        | 8 buts          | 13 buts        |
| 4     | Emile Chalvidan | 4 buts     | 1 but    | 4 buts          | 9 buts         |
| 5     | Henri Veyssade  | 4 buts     | -        | 3 buts          | 7 buts         |
| 6     | Harold Rivers   | 2 buts     | -        | 4 buts          | 6 buts         |
| 7     | Guillaume Kurtz | -          | -        | 2 buts          | 2 buts         |
| 7     | Franz Hladil    | -          | 2 buts   | -               | 2 buts         |
| 9     | Kurt Seitter    | -          | 1 but    | -               | 1 but          |
| Total | 9 buteurs       | 28 buts    | 6 buts   | 37 buts         | 71 buts        |

Date de mise à jour : le 4 septembre 2014.